# Terry Gou

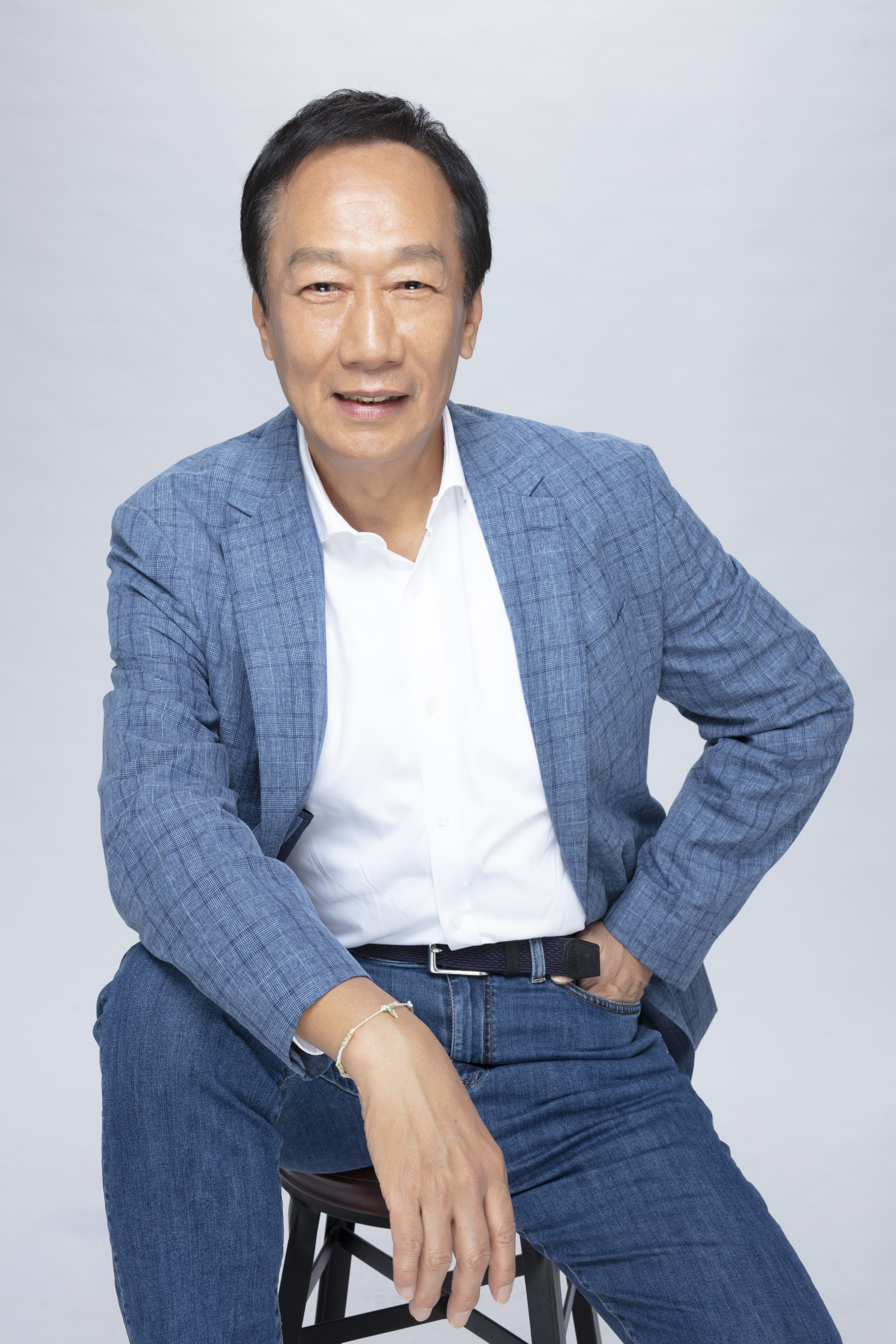
Terry Gou (2019)

Terry Gou bzw. Kuo T'ai-ming (chinesisch 郭台銘 / 郭台铭, Pinyin Guō Táimíng, W.-G. Kuo T'ai-ming; * 18. Oktober 1950 in Banqiao, Neu-Taipeh) ist ein taiwanischer Unternehmer und Leiter von Hon Hai Precision Industry, im Westen besser bekannt als Foxconn, dem mit über 1,2 Mio. Angestellten größten EMS-Anbieter weltweit.

## Karriere als Geschäftsmann
Im Jahr 1974 gründete Gou in Taiwan Hon Hai Precision (Foxconn), wo von zehn Angestellten Plastikverkleidungen für Fernsehgeräte hergestellt wurden. Der Erfolg von Gous Geschäftsmodell beruhte darauf, dass er Pionierarbeit leistete, indem er taiwanisches Ingenieurwissen mit qualifizierten chinesischen Arbeitskräften kombinierte. In den 1980er und 90er Jahren baute Gou riesige Produktionsstätten in Südchina und rekrutierte Zehntausende qualifizierter junger chinesischer Arbeiter, die dort kostengünstig Elektronikbausteine herstellten. Mit diesem Preisvorteil schaffte er es, dass beispielsweise Apple seine Produktion der Elektronikbausteine von MacBooks und iPhones weitgehend an Foxconn auslagerte. Seine erste Fabrik in der Volksrepublik China eröffnete Gou 1988 in Shenzhen in der Provinz Guangdong. Dort befindet sich auch heute noch das größte Werk von Hon Hai Precision. Inzwischen fertigen fast eine Million Angestellte in Gous Firma Elektronik- und Computerbauteile für Intel, Dell, Apple, Nokia, Samsung und zahlreiche andere IT-Hersteller.
Gou besaß per April 2019 9,4 % der Firma. Er war mit einem Besitz von 10,6 Mrd. US$ im Jahr 2017 der reichste Taiwaner.
Der Führungsstil Gous ist umstritten. Im Jahr 2010 geriet sein Firmenimperium aufgrund einer Suizidwelle unter Mitarbeitern in die internationalen Schlagzeilen. Im ersten Halbjahr 2010 nahmen sich elf Angestellte das Leben. In einer Reportage war von exorbitant langen Arbeitszeiten bei eine Sechs-Arbeitstage-Woche die Rede. Eine Arbeiterin berichtete über eine autoritäre Führungsstruktur, bei der es den Arbeiterinnen kaum erlaubt sei, miteinander zu sprechen. Trotzdem häuften sich bei Foxconn die Bewerbungen, da die Arbeitsbedingungen anderswo noch härter seien. Ein Psychologe der Tsinghua-Universität, der die Foxconn-Fabriken im Mai 2010 besuchte, äußerte, dass die Suizidrate weit unter dem Landesdurchschnitt von etwa 15 pro 100.000 liege.
Gou erklärte im April 2019, dass er die operative Leitung von Foxconn abgeben, jedoch Aufsichtsratsvorsitzender bleiben wolle.

## Politische Aktivitäten
Am 17. April 2019 erklärte Gou, dass die Meeresgöttin Mazu ihn im Traum angewiesen habe, bei der Wahl im Jahr 2020 für das Präsidentenamt der Republik China (Taiwan) zu kandidieren. Gou war von 1970 bis 2000 bereits Mitglied der Partei Kuomintang (KMT) und trat ihr im April 2019 erneut bei. Nachdem er im Juli 2019 bei der innerparteilichen Vorauswahl für das Amt des Präsidentschaftskandidaten unterlag, verließ er die KMT im September nach nur fünf Monaten Mitgliedschaft wieder, um sich die Möglichkeit einer unabhängigen Kandidatur für das Präsidentenamt offenzuhalten. Nur wenige Tage später verkündete Gou jedoch, nach reiflicher Überlegung doch nicht bei der Präsidentenwahl 2020 antreten zu wollen. Am 2. Januar 2020 erklärte er seine Unterstützung für den Qinmindang-Kandidaten James Soong bei der Wahl.
Bei der taiwanischen Präsidentschaftswahl 2024 galt er zunächst als ein aussichtsreicher Kandidat der Kuomintang. Als diese sich jedoch für den Mitbewerber Hou Yu-ih als Spitzenkandidaten entschied, erklärte Gou am 28. August 2023, dass er als unabhängiger Einzelkandidat bei der Wahl antreten wolle. Obwohl er die erforderliche Zahl von Unterstützerunterschriften einsammeln konnte (902.389 – gefordert waren mindestens 289.667, entsprechend 1,5 Prozent der Wahlberechtigten) erklärte Gou in letzter Minute vor dem Registrierungsschluss am 25. November 2023 das Ende seiner Kandidatur, ohne dafür Gründe anzugeben.

## Privatleben
Gous Eltern lebten bis zu ihrer Flucht nach Taiwan 1949 in der chinesischen Provinz Shanxi. Gou hat mit seiner ersten Frau Serena Lin (林淑如) einen Sohn, der im Filmgeschäft arbeitet und eine Tochter, die im Finanzsektor tätig ist. 2005 starb seine Frau im Alter von 55 Jahren an Brustkrebs. Am 26. Juli 2008 heiratete Gou seine zweite Frau, die Choreografin Delia Tseng (曾馨瑩).
Seit 2002 besitzt Gou ein Schloss in der Nähe von Kutná Hora in der Tschechischen Republik im Wert von 30 Mio. US$.